# Lucano (nome)
Lucano  è un nome proprio di persona italiano maschile.

## Varianti
- Ipocoristici: Luca

### Varianti in altre lingue
- Greco antico: Λουκανος (Loukanos)[1]
- Inglese: Lucan[1][2]
- Latino: Lucanus[1][2][3]

## Origine e diffusione
Deriva dal cognomen romano Lucànus, che significa "proveniente dalla Lucania" (regione che trae il suo nome dalla radice protoindoeuropea lewko, "brillante", "luminoso"). Tramite il troncamento delle sue forme greca e latina si è originato il nome Luca.
La forma inglese, Lucan, coincide con un toponimo irlandese di Lucan, un'anglicizzazione di Leamheán, da cui deriva il cognome Lucan.

## Onomastico
L'onomastico si festeggia il 30 ottobre in ricordo di san Lucano di Parigi, martire a Lagny nel V secolo. Il 20 giugno si commemora inoltre san Lucano o Lugano, vescovo di Sabiona.

## Persone
- Marco Anneo Lucano, poeta romano
- Lucano di Sabiona, vescovo e santo romano

## Il nome nelle arti
- Lucan è un personaggi dell'omonima serie televisiva statunitense